# Mammillaria cerralboa
Mammillaria cerralboa (укр. Мамілярія серральбоська, мамілярія серральбо) — сукулентна рослина з роду мамілярія родини кактусових.

## Ареал
Ареал зростання — Мексика, штат Баха-Каліфорнія-Сюр, острів Серральбо (за яким і отримала свою видову назву), на висоті від 10 до 200 метрів над рівнем моря, у південній частині Каліфорнійської затоки, неподалік від Ла-Паса).

## Морфологічний опис
Рослини одиночні, рідко кущаться.
| Орган              | Опис |
| Коріння            | |
| Стебло             | тонке циліндричне, до 20 см заввишки або більше, приблизно 3-4 см в діаметрі. |
| Епідерміс          | |
| Маміли             | жовтувато-зелені, конічні до циліндричних, тверді, без молочного соку. |
| Ареоли             | |
| Аксили             | з короткими щетинками. |
| Центральні колючки | одна, іноді з гачком, міцні, жовтуваті, 10-20 мм завдовжки. |
| Радіальні колючки  | близько 10, жовті, прямі, до 20 мм завдовжки. |
| Квіти              | воронкоподібні, білі з рожево-коричневими центральними прожилками, в культурі до 20 мм завдовжки і в діаметрі, в природі досить маленькі до 1,5 мм завдовжки, рильця пурпурно-коричневі. |
| Бутони             | |
| Зовнішні пелюстки  | |
| Внутрішні пелюстки | |
| Тичинки            | |
| Маточка            | |
| Плоди              | булавоподібні, зеленуваті до брудно-пурпурно-червоних. |
| Насіння            | чорне. |

## Охоронні заходи
Mammillaria cerralboa входить до Червоного Списку Міжнародного Союзу Охорони Природи видів, з найменшим ризиком (LC).
Цей вид має дуже обмежений ареал, що обмежений островом площею близько 50 км². Однак острів важкодоступний і господарська діяльність на ньому заборонена, оскільки він входить до островів та природоохоронних територій Каліфорнійської затоки. Популяція стабільна і здорова. Вид занесений у Мексиці до національного переліку видів, що перебувають під загрозою зникнення, де він включений до категорії „підлягають особливій охороні“.

## Систематика
Девід Хант вважає цей таксон підвидом Mammillaria armillata (Mammillaria armillata subsp. cerralboa (Britton & Rose) D.R.Hunt), що зустрічається на прилеглому півострові, в південній його частині, проте не всі дослідники дотримуються такого погляду. Ці таксони мають деякі відмінності, зокрема в забарвленні колючок і квіток. В культурі Mammillaria cerralboa цвіте неохоче, у порівнянні з рясно квітучою Mammillaria armillata. Згідно із сучасною класифікацією Андерсона мамілярія серральбоська виділена в окремий вид.